# شرکت پتروشیمی چین
شرکت پتروشیمی چین (به انگلیسی: China Petrochemical Corporation) یا گروه ساینوپک شرکت دولتی صنایع پتروشیمی چینی است، که بزرگترین تولید کننده محصولات پتروشیمی و بزرگترین پالایش‌گر نفت در آسیا می‌باشد. این شرکت توسط سازمان ساساک و از سوی شورای مرکزی جمهوری خلق چین مدیریت می‌شود. شرکت پتروشیمی چین مالک اکثریت سهام شرکت ساینوپک است.